# Kerkaszabadhegy
Kerkaszabadhegy (korábban Sztanyócz, szlovénül: Stanjevci) falu Szlovéniában, a Muravidéken, Péterhegy községhez tartozik.

## Fekvése
Muraszombattól 20 km-re északra, Péterhegytől 1 km-re nyugatra,  a Vendvidéki-dombság a Goričko területén a Petőházi-patak (Peskovski-potok) mellett fekszik.

## Története
1448-ban a Békássy család levéltárában található okiratban említik először "Stanicz" alakban. 1476-ban "Zthanyncz", 1486-ban "Sthanycz", 1495-ben "Zthanycz" néven szerepel a korabeli forrásokban. A petróczi Henczelfi és Kövér családok birtoka volt.
Vályi András szerint " SZTANÓCZ. Elegyes falu Vas Várm. földes Urai több Urak, lakosai katolikusok, fekszik Fel. Petróczhoz nem meszsze, és annak filiája; határja is hozzá hasonlító. " 
Vas vármegye monográfiája szerint " Szabadhegy, 92 házzal és 499 vend lakossal. Vallásuk ág. ev. és kevés r. kath. Postája Tót-Keresztúr, távírója Csákány. Lakosai a munkaidőben mint napszámosok, távol vidékekre vándorolnak."
1910-ben 467, túlnyomórészt szlovén lakosa volt. Iskolája 1913-ban épült, első tanítója Kurz Sándor volt. 1919-ig Vas vármegye Muraszombati járásának része volt. Ezt követően  Vendvidéki Köztársaság részének nyilvánította és birtokba is vette, majd a Szerb–Horvát–Szlovén Királyságnak ítélte oda a trianoni békeszerződés. 1941-ben a magyar hadsereg visszafoglalta, s 1945-ig megtartotta, utána újból Jugoszlávia része lett, egészen 1991-ig. 1962-ben felépült az új péterhegyi iskola, ettől kezdve az itteni gyerekek oda jártak iskolába, a régi iskolát pedig bezárták. A legutolsó adat szerint 2002-ben 195 lakosa volt.

## Nevezetességei
- Evangélikus kápolnája 1923-ban épült neogótikus stílusban. 2005-ben renoválták.
- Kulturális emlék az 1913-ban épített régi iskola épülete. 1962-ig működött.